# St. Peter und Paul (Utzenstorf)

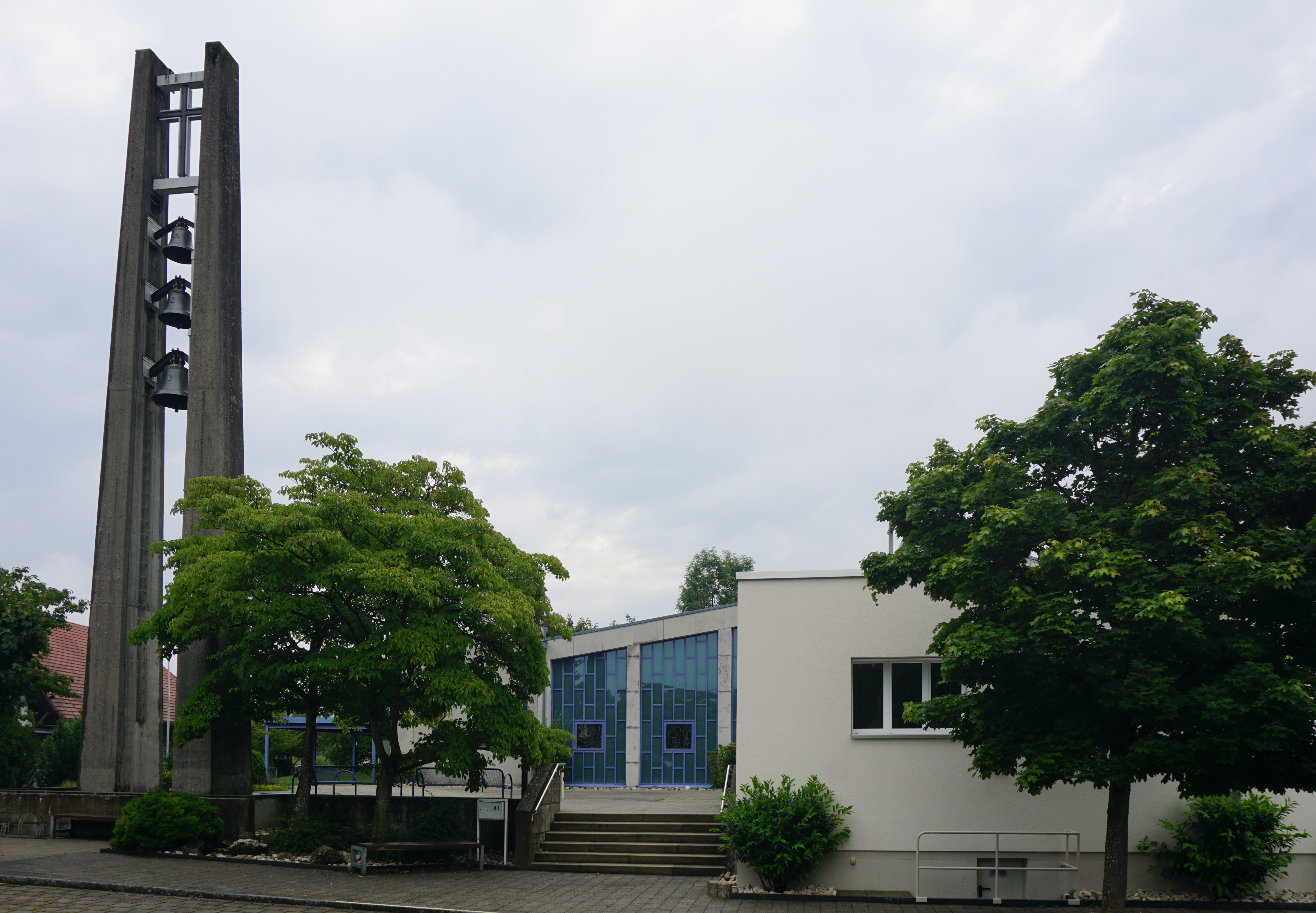
Katholische Kirche St. Peter und Paul Utzenstorf

Die Kirche St. Peter und Paul ist die 1967 erbaute Pfarrkirche der römisch-katholischen Pfarrei Utzenstorf. Zur römisch-katholischen Kirchgemeinde Utzenstorf gehören die folgenden siebzehn Einwohnergemeinden im Verwaltungskreis Emmental: Utzenstorf, Zielebach, Wiler bei Utzenstorf, Bätterkinden und Kräiligen,  Kernenried, Aefligen, Rüdtligen-Alchenflüh, Kirchberg, Ersigen mit Oberösch und Niederösch, Alchenstorf, Koppigen, Willadingen, Höchstetten und Hellsau und Fraubrunnen im Verwaltungskreis Bern-Mittelland.

## Pfarreigeschichte
Ursprünglich war die Kirchgemeinde Utzenstorf Teil der Kirchgemeinde Burgdorf. Die Eigenständigkeit wurde im Jahr 1970 durch die Initiative von Gemeindemitgliedern gefordert und mit der Einweihung der eigenen Kirche am 25. Juni 1961 zu Ehren der künftigen Schutzpatrone Petrus und Paulus erreicht. Nach dem Bau eines Pfarrhauses übernahm am 2. Januar 1971 Walter Borner als erster ortsansässiger Pfarrer sein Amt. Zusammen mit den Pfarreien Maria Himmelfahrt (Burgdorf) und Heiligkreuz Langnau bildet die Pfarrei St. Peter und Paul Utzenstorf seit 1. März 2015 den Pastoralraum Emmental.

## Die Kirche

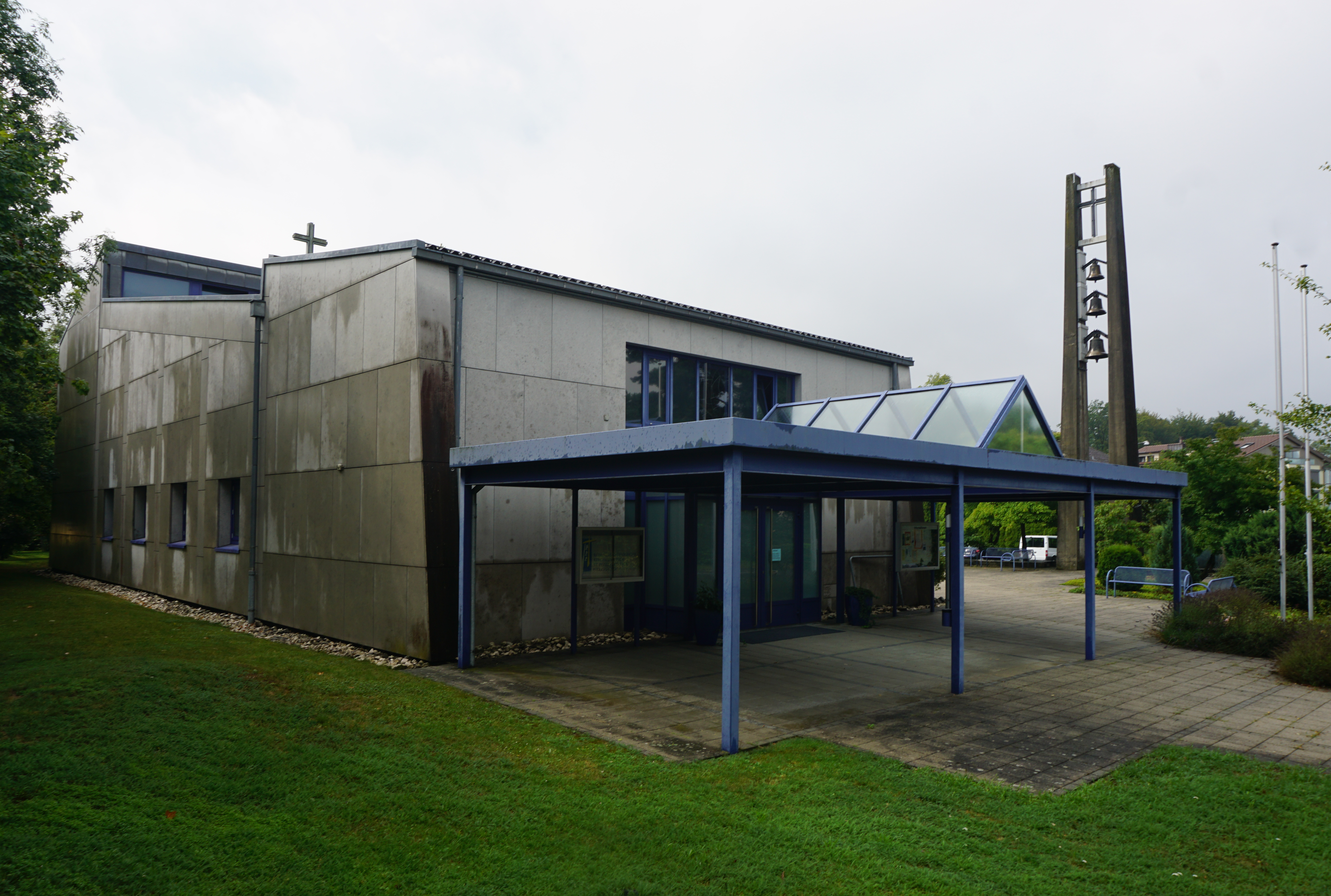
Eingangspartie

Bereits 1956 wurde von der Hauptversammlung des Familienvereins der Bau einer Kirche beschlossen und ein Kirchenbaufonds gegründet. In den beiden folgenden Jahren wurden die nötigen Mittel zur Planung und dem Bau der neuen Kirche beschafft. Das Projekt von Architekt Adrian Keckeis aus Burgdorf fand Zustimmung und sollte durch die Baufirma Käsermann, Utzenstorf ausgeführt werden. Wegen der Wahl des Bauplatzes kam es zu längerer Verzögerung bis am 4. September 1960 der Grundstein gelegt werden konnte. Die Kirche wurde schliesslich durch Baumeister Paul Bürki aus Utzenstorf gebaut und am 25. Juni 1961 weihte sie Bischof Franziskus von Streng unter dem Patronat der Apostel Petrus und Paulus ein.
Die klare und einfache Formgebung des Baus fand allgemeine Anerkennung. Adrian Keckeis baute 1967 auch die Auferstehungskirche (Konolfingen). 1968 erfolgte neben der Kirche der Bau eines Pfarrhauses. Beim grossen Umbau der Kirche 1992 nach Vorschlägen von Architekt Keckeis, unter der Leitung von Architekt René Habegger aus Utzenstorf, wurde der seitliche Haupteingang an die Nordseite verlegt. Gleichzeitig wurde eine neue Empore für die neue Orgel gebaut und die Westseite anders gestaltet. Mit der Aufgabe der beiden kleinen Sakristeien konnte der Altarraum vergrössert werden. Dafür wurde südseitig eine grössere Sakristei sowie ein Pfarrbüro und Empfangszimmer mit überdachtem Verbindungsgang zum Pfarrhaus erstellt. Im Untergeschoss des Verbindungsbaus wurden zwei Unterrichtsräume eingerichtet. Nach dem Umbau wurde die Kirche durch den päpstlichen Nuntius, Erzbischof Karl-Josef Rauber am 25. März 1993 neu geweiht.

### Innenraum

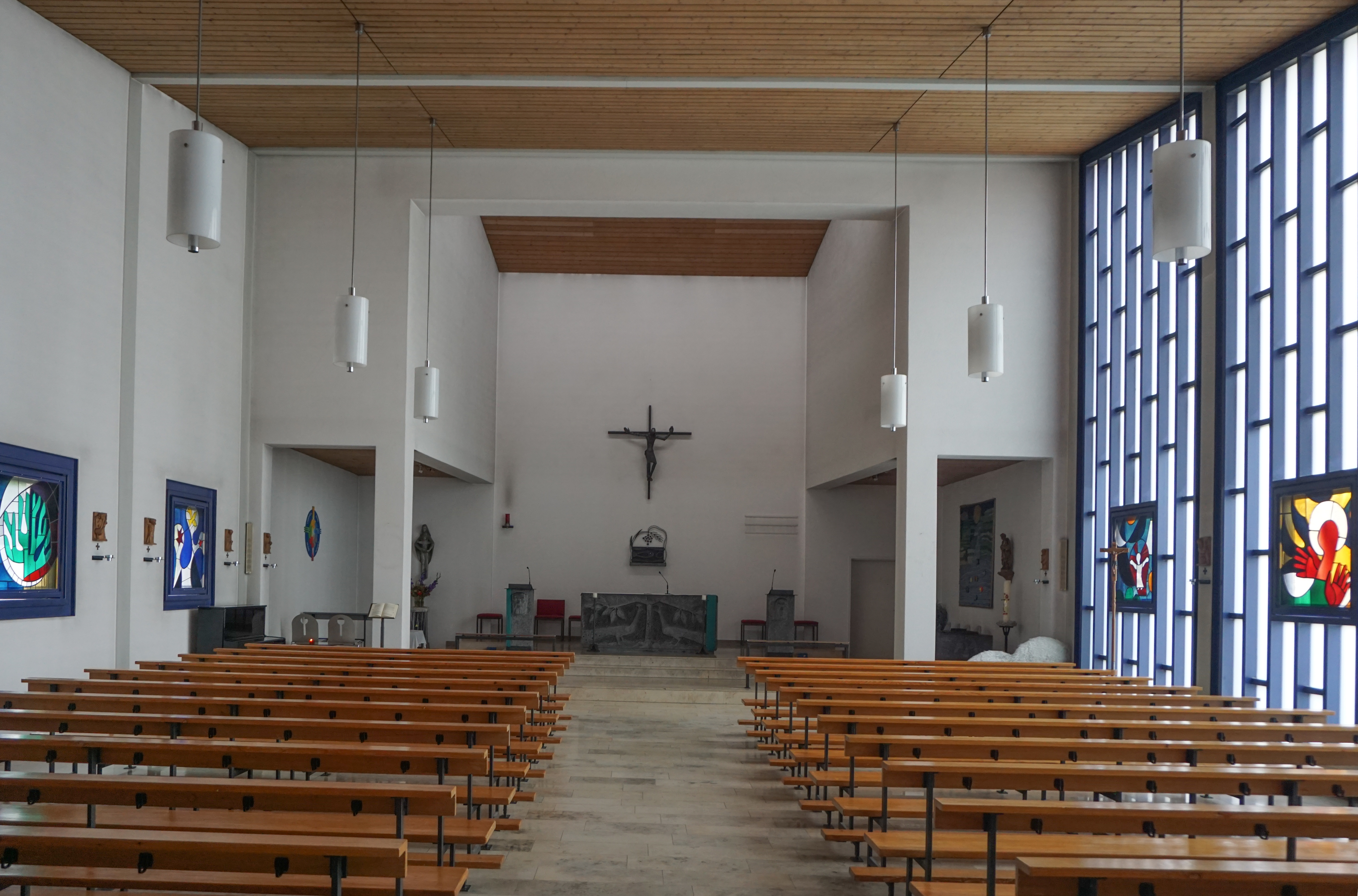
Innenraum mit Chor

Nach der Erweiterung des Chorbereiches gestalteten die Steinbildhauer Jörg Hutter & Sohn mit dem Altar und den Ambo-Stelen den Altarraum neu. Die Reliefs an den Kalksteinblöcken aus Saint-Triphon sind nach den Entwürfen von Jörg Hutter aus Mühledorf SO gearbeitet. Sie stellen am Altar mit zwei gespiegelten Pfauen nach Aussage des Künstlers einen Pfauenthron als byzantinisches Symbol für das Ewige Leben dar. Die Reliefs an den beiden Ambos für die Lesung und das Evangelium sind Darstellungen der Apostel Petrus und Paulus. Das grosse Kreuz ist ebenfalls ein Entwurf Jörg Hutters und wurde von der Kunstschmiede Alfred Hasler in Altstätten angefertigt, ebenso der Tabernakel und der Taufsteindeckel. Die Ähre und die Weintraube über dem Fisch- und Brotsymbol am Tabernakel sind ein Werk von Bernhard Brenner aus Ersigen.
Zwei Statuen aus der Südtiroler Werkstätte W. Perathoner sind eine Madonna in der Marienkapelle und ein Hl. Josef der Arbeiter mit dem Jesuskind über dem Taufstein. Ein farbig gefasstes Kruzifix, ein Werk des Bildhauers Michael Moser aus Kollerschlag (Österreich), und vierzehn Kreuzwegstationen als Relieftafeln sind weitere Kunstwerke in der Kirche. Die neun farbigen Glasfenster entwarf der Künstler Paul Derron aus Solothurn und sie wurden von der Kunstglaserei H. G. Mäder aus Küsnacht ausgeführt. An der Rückwand der Empore ist das Hl. Geist-Fenster und in der vollverglasten Westwand sind vier Szenen aus dem Leben Jesu, mit Geburt, Verklärung auf dem Berg Tabor, Kreuzigung und Auferstehung dargestellt. Die vier quadratischen Fenster der Ostwand symbolisieren die vier Grundelemente Feuer, Wasser, Erde und Luft.

## Glockenturm
Der freistehende Glockenturm an der strassenseitigen Ecke des Grundstücks besteht aus zwei hohen, konisch sich verjüngenden Betonpfeilern, zwischen denen übereinander drei Glocken aufgehängt sind.
Stimmung: A' C' D'
1. Oberste kleine Glocke: Martinu hac me veste contexit, Stifter-Gemeinde und reformierte Kirchgemeinde Utzenstorf-1961.
2. Mittlere Glocke: Ave Maria gratia  plena, Stifter-Gemeinde und reformierte Kirchgemeinde Utzenstorf-1961.
3. Untere grosse Glocke: Sancti Petre et Paule principes Apostolorum intercedite pro nobis, Stifter-Gemeinde und reformierte Kirchgemeinde Utzenstorf-1961.

Die Glocken wurden am 19. Dezember 1961 geweiht.

## Orgel

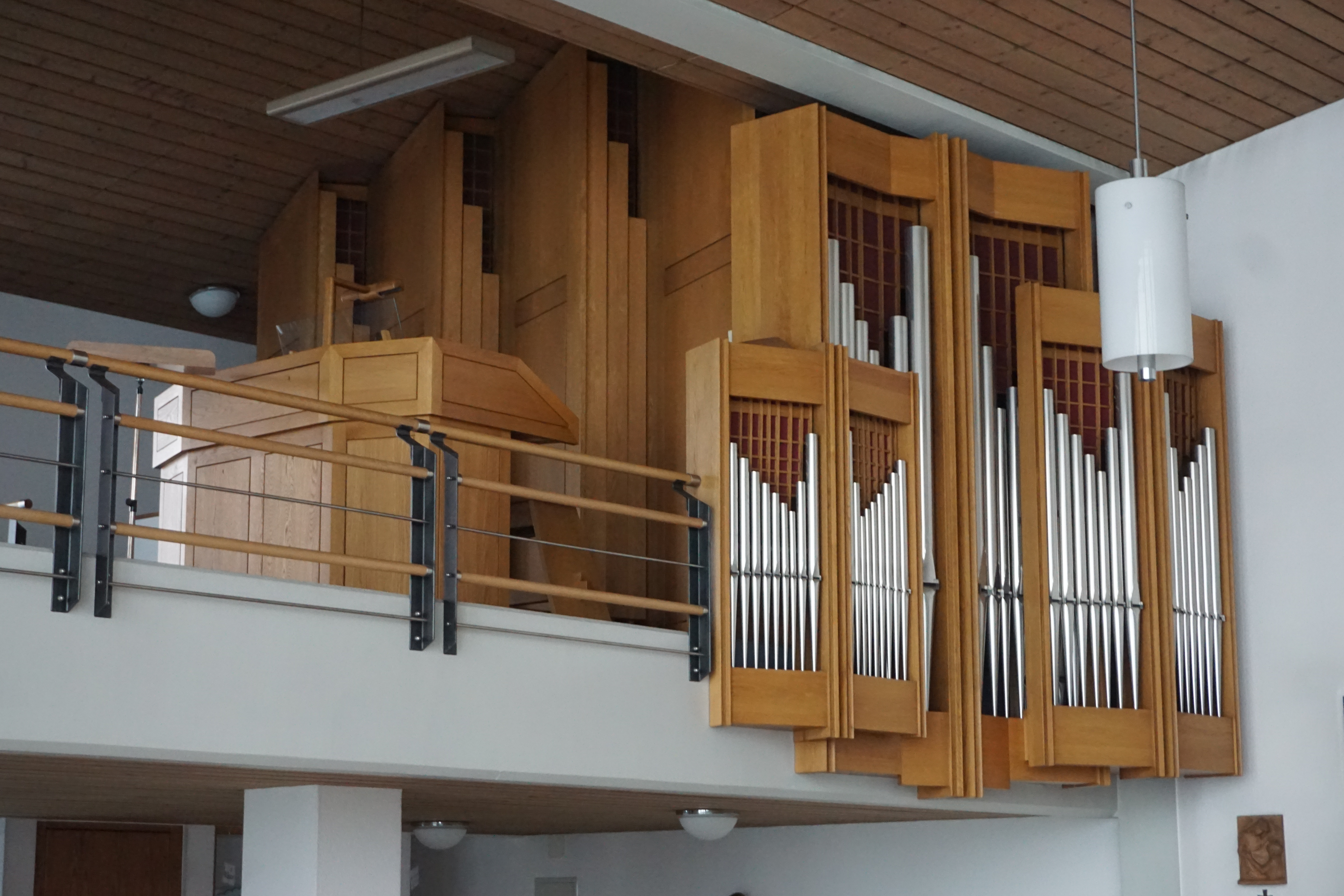
Kath. Kirche Utzenstorf, Orgel

Mit dem Einbau einer mechanischen Pfeifenorgel wurde das 1974 angeschaffte elektronische Instrument ersetzt. Die von Orgelbau Egbert Pfaff KG aus Owingen am Bodensee 1994 geschaffene Orgel besitzt 16 Register auf zwei Manualen und Pedal. Sie hat mechanische Trakturen und Schleifladen. Neun Register des zweiten Manuals stehen auf Wechselschleifen mit dem ersten Manual.
| I Hauptwerk C–g3 |        |
| Principal        | 8′     |
| Flûte harmonique | 8′     |
| Bourdon          | 8′     |
| Salicional       | 8′     |
| Oktave           | 4′     |
| Rohrflöte        | 4′     |
| Nasard           | 2 ⁄3′  |
| Flageolet        | 2′     |
| Terz             | 1 3⁄5′ |
| Sifflet          | 1′     |
| Mixtur III–IV    | 2′     |

| II Positiv C–g3       |        |
|                       |        |
| Flûte harmonique      | 8′     |
| Bourdon               | 8′     |
| Salicional            | 8′     |
| Oktave                | 4′     |
| Rohrflöte             | 4′     |
| Nasard                | 2 ⁄3′  |
| Doublette (Flageolet) | 2′     |
| Terz                  | 1 3⁄5′ |
| Sifflet               | 1′     |
| Dulzian               | 8′     |

| Pedal C–f1  |     |
| Subbass     | 16′ |
| Gedecktbass | 8′  |
| Oktavbass   | 8′  |
| Choralbass  | 4′  |

- Koppeln: II/I, II/P, I/P